# Alfonso Quiroz Cuarón
Alfonso Quiroz Cuarón (Ciudad Jiménez, Chihuahua, 8 de febrero de 1910 - Ciudad de México, 16 de noviembre de 1978) es considerado el padre de la criminología mexicana.

## Semblanza biográfica
Fue hijo de Francisco Quiroz y de Refugio Cuarón. A los 15 años de edad, pierde a su padre, víctima de un asesinato en las oficinas del ferrocarril, en la estación de Tampico. Lejos de cambiar su vida, nace en él el interés de averiguar el por qué de las conductas homicidas en los hombres.
En 1929, llega a la Ciudad de México, desempeñándose como ayudante del Juzgado IV Correccional, donde formó parte del Consejo Supremo de Defensa y Prevención Social, y al año siguiente ingresa como practicante en el Servicio Médico Forense. 
En 1939, se convierte en el primer criminólogo graduado en la Universidad Nacional Autónoma de México, y obtuvo la jefatura de la Sección Médico Psicológica del Centro de Observación del Tribunal de Menores. Fue discípulo del gran psiquiatra forense José Gómez Robleda, quien estuvo a cargo del Neuropsiquiátrico General de La Castañeda. Sus informes sobre perfiles criminales tuvieron repercusión en todo el mundo.
En 1932, en la cárcel de Lecumberri, junto con los doctores Matilde Carrillo, Benjamín Argüelles y González Enríquez se dispusieron a realizar los primeros estudios científicos sobre las personalidades atípicas de los reclusos, y logró clasificarlas. Quiroz sostiene entonces que la política criminológica debe considerar no solo la reclusión, sino también la rehabilitación, haciendo prevención en los aspectos sociales, económicos y psicológicos. Años más tarde, no solo logra la búsqueda de recuperación de los presos, sino que propone la edificación de diferentes unidades penales en la Ciudad de México, con lo cual desapareció el reclusorio Lecumberri.
Para él, las ciencias criminalísticas y las criminológicas, al unirse, se enriquecen una a la otra complementándose, porque los conocimientos técnicos de la primera perfeccionan los conocimientos de la segunda, y logran una síntesis para la explicación de las conductas antisociales, lo que ayuda a establecer medidas preventivas.
En la década de los 40, llegó a ser jefe del Departamento de Investigaciones especiales del Banco de México, que en esa época era considerado el laboratorio más avanzado de Latinoamérica.

## Aportaciones

### Ramón Mercader
Uno de los casos más sonados en los que intervino es el de Ramón Mercader (conocido con el alias de Jaques Mornard), el asesino de León Trotski. Gracias a sus pericias, se logró obtener la identificación plena del criminal.

### "Goyo" Cárdenas
Gregorio Cárdenas, asesino de mujeres, las enterraba en el patio de su casa, y fue también parte de su investigación en 1943. Este criminal no llegó a ser sentenciado, ya que durante su reclusión en la cárcel de Lecumberri cursó estudios de Derecho, lo que le valió poder defenderse y asesorar a otros reclusos en sus correspondientes procesos penales. Finalmente, Cárdenas fue puesto en libertad.[cita requerida]

### Enrico Sampietro
El famoso falsificador Enrico Sampietro fue finalmente atrapado por la policía gracias a la intervención del doctor Quiroz Cuarón, en el año 1948.

### Higinio Sobera de la Flor
La personalidad de otro asesino de mujeres: Higinio Sobera de la Flor también fue investigada por él.

### Los restos del tlatoani Cuauhtémoc
En 1952, coordina los estudios para establecer la autenticidad de los restos del último emperador mexica, Cuauhtémoc, encontrados por la maestra Eulalia Guzmán.[cita requerida]

### República Dominicana
En 1965, la Organización de la Naciones Unidas (ONU) lo comisiona en la República Dominicana para realizar estudios comportamentales de los soldados estadounidenses que habían invadido el país.[cita requerida]

## Reconocimientos
A la fecha de este artículo, una de las seis comunidades que atienden a los adolescentes que entran en conflicto con la ley en la Ciudad de México, lleva su nombre. Es la Comunidad Especializada para Adolescentes "Dr. Alfonso Quiroz Cuarón".